# یواس‌اس چستاتی (ای‌اوجی-۴۹)
یواس‌اس چستاتی (ای‌اوجی-۴۹) (به انگلیسی: USS Chestatee (AOG-49)) یک کشتی بود که طول آن ۳۱۰ فوت ۹ اینچ (۹۴٫۷۲ متر) بود. این کشتی در سال ۱۹۴۴ ساخته شد.